# Albert Carreras de Odriozola
Albert Carreras de Odriozola (Barcelona, 1955) és un economista català. Fou secretari d'Economia i Finances de la Generalitat de Catalunya des del 2011 i fins al 2013 i secretari general del Departament d'Economia i Coneixement del 2013 al 2016. Llicenciat i doctorat en ciències econòmiques i empresarials per la Universitat Autònoma de Barcelona, des del 1991 és catedràtic d'Història i Institucions Econòmiques a la Universitat Pompeu Fabra (UPF) i degà de la Facultat de Ciències Econòmiques i Empresarials des de l'any 2008 i fins al 2011. Des del 2019, és director d'ESCI-UPF, Escola Superior de Comerç Internacional adscrita a la UPF.
Carreras exercí de professor a la Universitat Autònoma de Barcelona, a la de Barcelona i a l'Institut Universitari Europeu de Florència (1989-1994), on va dirigir el Departament d'Història i Civilització (1991-1992). A la UPF, ocupà el càrrec de director del Departament d'Economia i Empresa (1996-1997) i fou vicerector de Docència, Programació i Avaluació (1997-1999) i de Docència, Doctorat i Programació (1999-2001) de la UPF. Està afiliat a la Barcelona School of Economics i ha estat catedràtic Príncep d'Astúries a la Universitat de Georgetown (2007-2008) i acadèmic visitant a la Universitat de Califòrnia a Berkeley (1988-1990).
Ha presidit el comitè organitzador del congrés de l'European Economic Association i de l'Econometric Society European Meeting, celebrat a Barcelona l'agost del 2009, el Consell de Recerca de l'Institut Universitari Europeu (2009-2011) i l'European Business History Association (2009-2011), una institució creada el 1994 i que aplega uns tres-cents investigadors d'arreu del món estudiosos de la història de l'empresa a Europa.
Carreras és autor de més d'un centenar de publicacions acadèmiques, autor o editor de prop de 20 llibres, i ha dirigit nombroses tesis doctorals.
L'any 2018 va rebre, juntament amb Andreu Mas-Colell i Ivan Planas, el premi Joan Sardà Dexeus de la Revista Econòmica de Catalunya al Millor Llibre sobre Economia Catalana de l'any per "Turbulències i tribulacions. Els anys de les retallades", Edicions 62. Al maig de 2017 va ser nomenat membre numerari de la Secció de Filosofia i Ciències Socials de l'Institut d'Estudis Catalans (IEC). És cofundador del grup Economistes pel Benestar. A l'octubre de 2021 va ser nomenat Col·legiat de Mèrit pel Col·legi d'Economistes de Catalunya.